# Silene gubanovii
Silene gubanovii är en nejlikväxtart som beskrevs av G.A. Lazkov. Silene gubanovii ingår i släktet glimmar, och familjen nejlikväxter. Inga underarter finns listade i Catalogue of Life.